# Historia del uniforme del Real Oviedo

## Fabricantes y patrocinador
| Periodo | Marca          | Publicidad                                           |
| ------- | -------------- | ---------------------------------------------------- |
| 1981-82 | Puma           | -                                                    |
| 1982-85 | Meyba          | FIAT                                                 |
| 1985-89 | Juan Casabella | Central Lechera Asturiana                            |
| 1989-90 | Eder           | Central Lechera Asturiana                            |
| 1990-92 | Kelme          | Central Lechera Asturiana                            |
| 1992–94 | Kelme          | Caja de Asturias (Cajastur) Asturias Paraíso Natural |
| 1994–97 | Joluvi         | Caja de Asturias (Cajastur) Asturias Paraíso Natural |
| 1997-98 | Joluvi         | -                                                    |
| 1998–00 | Erima          | -                                                    |
| 2000–01 | Puma           | -                                                    |
| 2001-03 | Puma           | Asturias                                             |
| 2003–08 | Joluvi         | Asturias                                             |
| 2008–12 | Nike           | Asturias                                             |
| 2012-14 | Joma           | -                                                    |
| 2014-15 | Joma           | Asac Comunicaciones                                  |
| 2015-16 | Hummel         | GAM                                                  |
| 2016-17 | Adidas         | Procoin                                              |
| 2017-18 | Adidas         | Huawei                                               |
| 2018-19 | Adidas         | -                                                    |
| 2019-20 | Adidas         | Oviedo                                               |
| 2020-21 | Adidas         | NMR Natural Commitment                               |
| 2021-26 | Adidas         | DIGI                                                 |